# INOMAT
INOMAT（Intelligent & Innovative Mechanical Automatic Transmission イノマット）は、三菱ふそうトラック・バスが製造する機械式セミATである。1996年に三菱自動車工業（当時）が開発。自社製MTをベースに、コンピュータ制御で自動変速させるものである。主にトラックに搭載されるが、1984年発売の初代エアロスターに搭載されたバス用機械式AT「MMAT」（エムマット）の後継でもあり、バスにも搭載車種が存在する。シフトレバーは三菱製乗用車のINVECSシリーズのスポーツモードA/Tに似た外観だが、Pレンジは装備されていない。積載状況などに応じて1段飛ばしで変速する機能もある。

## MMAT
1984年、初代エアロスターにオプションとして搭載（標準仕様は5速マニュアル）。

## INOMAT
1996年登場。停車時にクラッチ操作が必要。
- 搭載車種
  - 6速
    - スーパーグレート
    - ファイター
    - エアロクィーン
    - エアロバス

  - 7速
    - スーパーグレート

  - 9速
    - スーパーグレート（FPセミトラクタ）

  - 10速
    - スーパーグレート（FV-Rセミトラクタ）

  - 16速
    - スーパーグレート（FV-Rセミトラクタ）

## INOMAT-II
1997年に東京モーターショーで参考出品、路線バス車両の2代目エアロスター（ニューエアロスター）で市販化された。発進・停車時のクラッチ操作が不要。2ペダル式である。成田国際空港のターミナル循環バスとしても採用された。
- 搭載車種
  - 5速
    - エアロスター（2代目・ニューエアロスター）
    - キャンター
    - キャンターエコハイブリッド

  - 6速
    - キャンター
    - ファイター

  - 7速
    - スーパーグレート

  - 12速
    - スーパーグレート

## 同業他社の類似システム
- いすゞ自動車 - NAVi5・スムーサー
- 日野自動車 - EEドライブ・Pro Shift
- UDトラックス - ESCOT